# Осада Монтаржи
Осада Монтаржи́ (фр. Le siège de Montargis) — битва Столетней войны, одна из немногих побед французских сил до появления Жанны д’Арк, когда была успешно отражено нападение английских войск на замок Монтаржи летом 1427 года. На фоне последовавшей за ней гораздо более масштабной осады Орлеана, эта победа довольно быстро была забыта и осталась преимущественно в местной памяти.

## Сражение

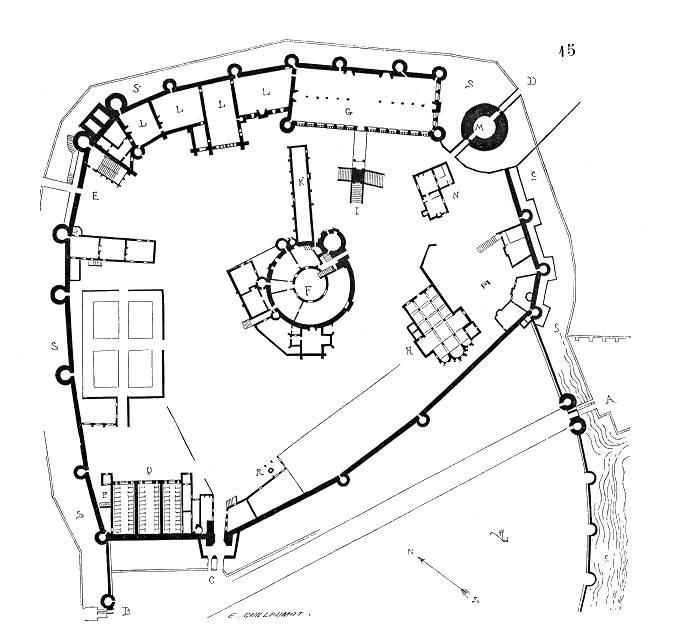
План крепости Монтаржи

Стремясь усилить наступление на силы дофина, герцог Бедфорд направил в начале июля 1427 года графа Уорика захватить крепость Монтаржи, ключевой пункт в регионе междуречья Сены и Луары. Имея примерно 3000 солдат, Уорик приступил к осаде 15 июля.
Расположенный на возвышенности и окружённый реками Луан и Верниссон, Монтаржи представлял собой хорошо укреплённую крепость, защищаемую подготовленным гарнизоном. В дополнение к этому, пересекающие город каналы разделяли осаждающие силы. Соответственно, прогресс английских войск был незначительным, и к началу сентября, несмотря на интенсивную продолжительную бомбардировку, они смогли обеспечить себе только небольшой проход в городских оборонительных сооружениях.
С целью усилить гарнизон, дофин направил 1600 солдат во главе с Орлеанским бастардом и Этьеном де Виньоль. Бастард послал сообщение осаждённым, сообщая о своём скором прибытии и предлагая план совместных действий. 5 сентября его войска появились на дороге, ведущей к городу с юга. Английские войска выдвинулись вперёд, перейдя маленький деревянный мост через Луан. Гарнизон открыл ворота шлюза, что вызвало потоп, разделивший английскую армию пополам, смывший мост и войска на нём. В то же время гарнизон напал с тыла, поддержав бастарда, обстреливающего англичан через реку. В начавшемся паническом бегстве, Уорик потерял до трети своего войска и всю артиллерию.

## Последствия

### Военные последствия
Помимо усиления репутации Орлеанского бастарда, эта победа воодушевила дофина и его сторонников и существенно осложнила планы Бедфорда. Однако, несмотря на потерю людей и пушек, Бедфорд быстро выдвинул новые силы для осады города, объявив награду за его взятие. К концу 1428 года, когда началась осада Орлеана, Монтаржи был в руках англичан. Никаких важных последствий эта победа не имела, разве что отсрочила на год угрозу английского вторжения в Центральную Францию. Она любопытна прежде всего победой французов при соотношении сил не в их пользу, что не так уж и часто встречалось во время заключительной фазы Столетней войны.

### В памяти

Герб Монтаржи

Снятие осады вызвало радость и ликование не только в Монтаржи, но и по всей стране. Орлеанцы устроили торжественное шествие, вознося благодарность Богу, а также отправили в город 1000 ливров. Карл VII, для которого эта победа была особенно радостна после поражений при Краване и Вернейле, даровал Монтаржи многочисленные привилегии, количество и существенность которых показывают важность этой победы для французов. В частности, город был навечно освобождён от всяческих налогов и сборов, ему присваивалось имя Montargis-le-Franc с правом помещения на герб трёх золотых лилий на лазурном фоне, а граждане могли помещать на гербы букву M, увенчанную короной. Были учреждены четыре ярмарки. Город с окрестностями присоединялся к королевскому домену, горожаном разрешалось использовать лес для своих нужд.
Эти привилегии подтверждались в последующие царствования, вплоть до Людовика XVI в 1784 году и были собраны и изданы в 1608 году в фр.  Les privilèges, franchises et libertez des bourgeois et habitants de la ville et faubourgs de Montargis.
До Революции каждый год проводился «Праздник англичан» (фр. Fête aux Anglais). Эта торжественная религиозно-патриотическая церемония начиналась с мессы, продолжалась конным шествием через город, завершающимся реконструкцией битвы.
В январе 1853 года в Монтаржи было основано «Общество исторической реконструкции округа Монтаржи» (фр. Société d'Emulation de l'Arrondissement de Montargis), существующее до сих пор.